# Provincia de Antioquia
La provincia de Antioquia, también llamada gobierno de Antioquia durante el imperio español, fue una entidad administrativa y territorial de la Nueva Granada, creada en 1576 (algunas fuentes mencionan 1569 o 1579) a partir de los territorios más septentrionales de la provincia de Popayán, la cual pertenecía al Virreinato del Perú. En 1717 una real cédula expedida por el rey Felipe V de España creó el Virreinato de Nueva Granada, por medio de la cual la provincia fue agregada a este último.
Durante la época de emancipación de las colonias americanas (1810-1816), Antioquia se declaró Estado Libre y luego se incorporó a las Provincias Unidas de la Nueva Granada; en la época de la Gran Colombia hizo parte del departamento de Cundinamarca, el cual cubría territorialmente todo lo que hoy son Colombia y Panamá.
Posteriormente a la disolución de este país (1830) perteneció a la República de la Nueva Granada, de carácter centralista, hasta que finalmente se implantó el sistema federal en la Nueva Granada en 1858 y la provincia pasó a ser entonces el Estado Soberano de Antioquia.

## Historia

### Antecedentes

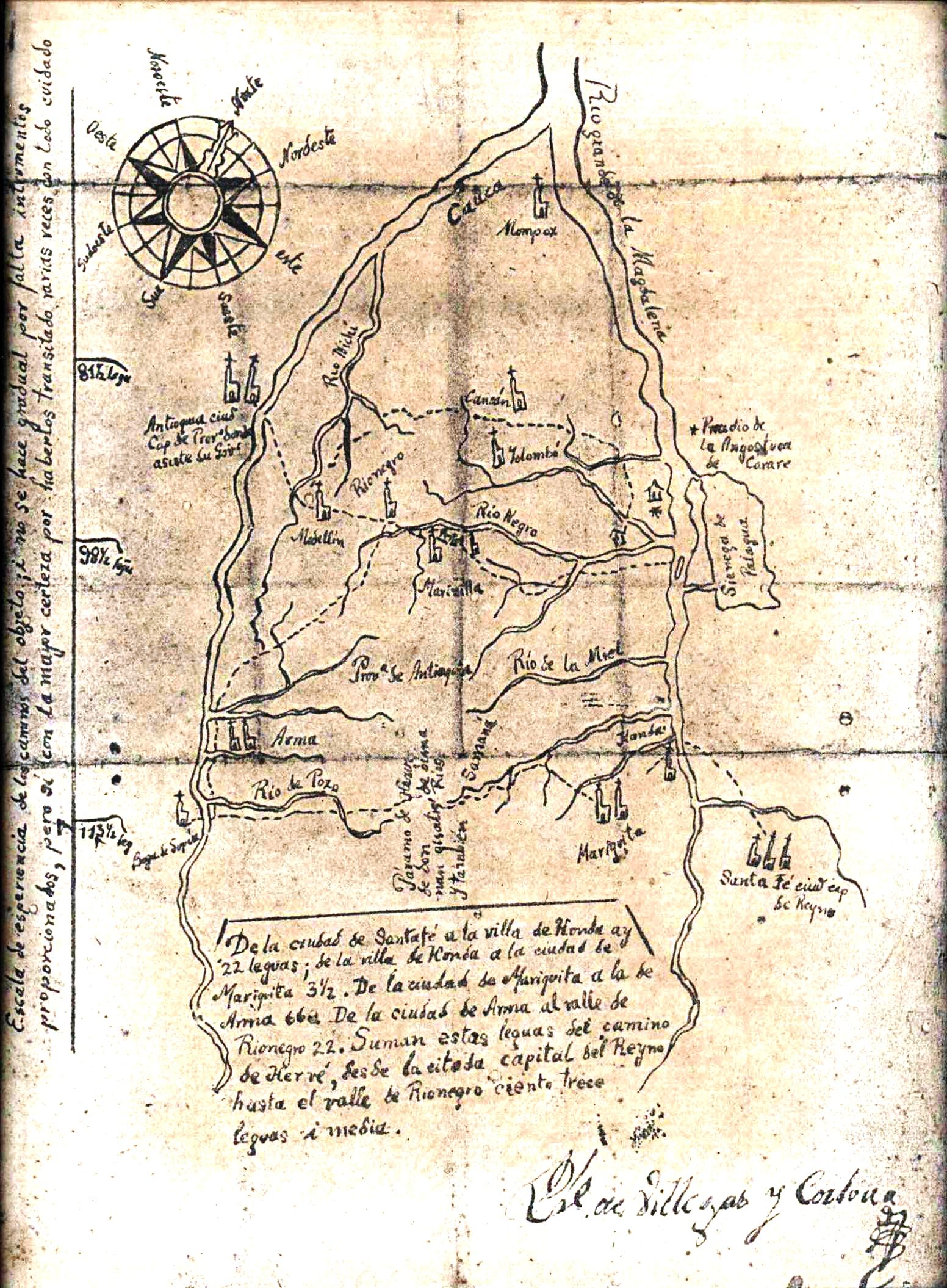
Provincia de Antioquia en 1775.

Cuando llegaron los españoles en el siglo XVI, las tierras de Antioquia estaban pobladas por numerosas tribus indígenas que pertenecían a dos grandes familias étnicas: los Caribes y los Chibchas. Según los registros arqueológicos, los primeros se habían extendido desde Costa Atlántica antioqueña hacia el sur del departamento por los valles de los ríos Atrato, Cauca y Magdalena.
Por esa época de la llegada de los españoles la etnia Caribe tenía varias familias en Antioquia: dos de ellas, los Tahamíes y los Nutabes, habitaban en la región comprendida entre los ríos Cauca y Porce, mientras que los Chocóes ocupaban las vertientes del río Atrato y los Pantágoras se asentaban en las vertientes del Magdalena.
El principal grupo Chibcha estaba en el Golfo de Urabá, donde vivían los Urabáes y Cunas. También pertenecían a esta familia los Ebéjicos, Ituangos, Peques, Nores, Guacas, Aburráes y Sinifanaes.
Finalmente, pertenecientes también a otra etnia diferente, siglos antes los Quimbayas estuvieron presentes en Antioquia en su zona sur, en la región de Abejorral y Sonsón, así como en la región del hoy eje cafetero. Los ibéricos no tuvieron contacto significativo con lo que entonces quedaba de esta cultura, que había prácticamente desaparecido desde el siglo X.
Todas estas culturas eran muy diferentes entre sí y tenían modos de vida distintos, tanto que es difícil agruparlos en una categoría que no sea su procedencia étnica. Unos pueblos eran recolectores, otros cazadores, otros dependían de la agricultura mientras otros del comercio entre las distintas tribus.

### Dominio español

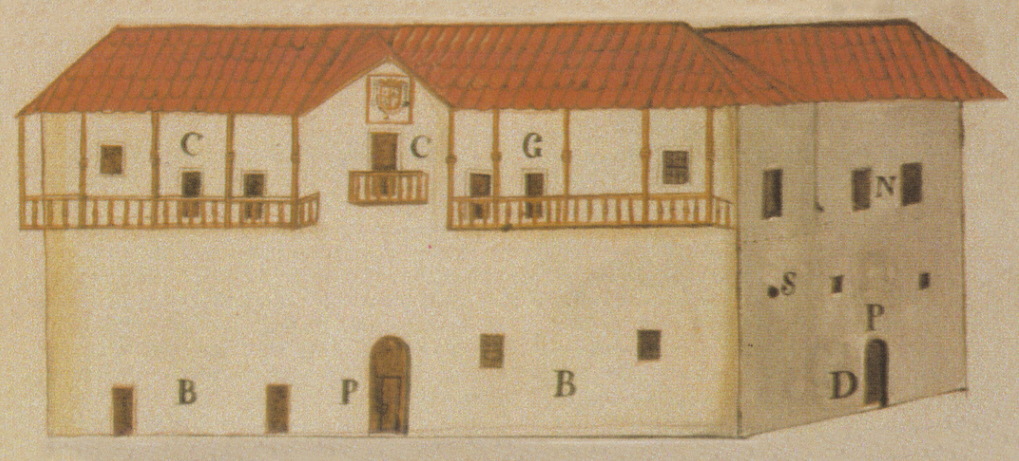
Dibujo del Cabildo de Santa Fe de Antioquia en 1797.

Antioquia fue parte de la Real Audiencia de Santafé (creada en 1549) que hasta 1564 dependía por completo de la Real Audiencia de Lima. Durante esta época el territorio de la que sería la provincia de Antioquia era parte de la Gobernación de Popayán. En 1576 se convirtió en una gobernación separada de la de Popayán, siendo una de las entidades territoriales más antiguas de la Nueva Granada.
El primer poblado en crearse en el territorio de la actual Antioquia fue San Sebastián de Urabá, alrededor de 1510, pero tuvo corta vida, debido a las fuertes disputas con los aborígenes y también a lo difícil y selvático del terreno, por lo cual fue abandonado. Es así como la población entera se trasladó a Santa María la Antigua del Darién, fundada en 1510 en la orilla izquierda del río Atrato. Las campañas de conquista del Perú, cuyas expediciones pasaban de Cartagena a través del territorio antioqueño, sirvieron de motor para importantes asentamientos como Dabeiba, Anserma y Rionegro.
Durante la primera fase de la conquista del territorio era común que los poblados fueran trasladados de su sitio de origen a otro más benigno. Es por ello que Santa Fe de Antioquia, la cual fue fundada en 1541, se trasladó dos veces antes de ocupar su ubicación actual.
Durante este período tuvieron gran auge los poblados de Cáceres, Zaragoza, Remedios, Ayapel y Medellín, las primeras debido a su vocación minera y las 2 últimas por su vocación bovina, agraria y comercial. Estas ciudades mantuvieron una fuerte influencia económica en la provincia desde mediados del siglo XVI hasta principios del siglo XVII, cuando las recién fundadas villas del sur y del oriente antioqueño comenzaron a surgir como centros de poblamiento importante.
Por medio de la Real Cédula de 1717, fue separado del virreinato del Perú para formar parte del entonces flamante Virreinato de Nueva Granada; sin embargo, este nuevo virreinato fue prontamente suprimido en 1723.  Cuando el virreinato neogranadino fue restaurado en 1739, Antioquia pasó a formar parte de este como una de las provincias.
Durante el virreinato el poblamiento de la provincia se llevó a cabo lenta, pero progresivamente, siendo ante todo la principal ocupación de los pobladores la explotación del oro. En 1781 una serie de incomodidades fiscales y tributarias llevaron a que varios centros del oriente antioqueño se sublevaran contra las autoridades, teniendo su punto focal en Guarne. Este levantamiento popular fue lo que se denominó "Insurrección de los comuneros" que se propagó por buena parte de la Nueva Granada y buscaba ante todo mejorar la calidad de vida de las gentes que habitaban el país.

### Emancipación

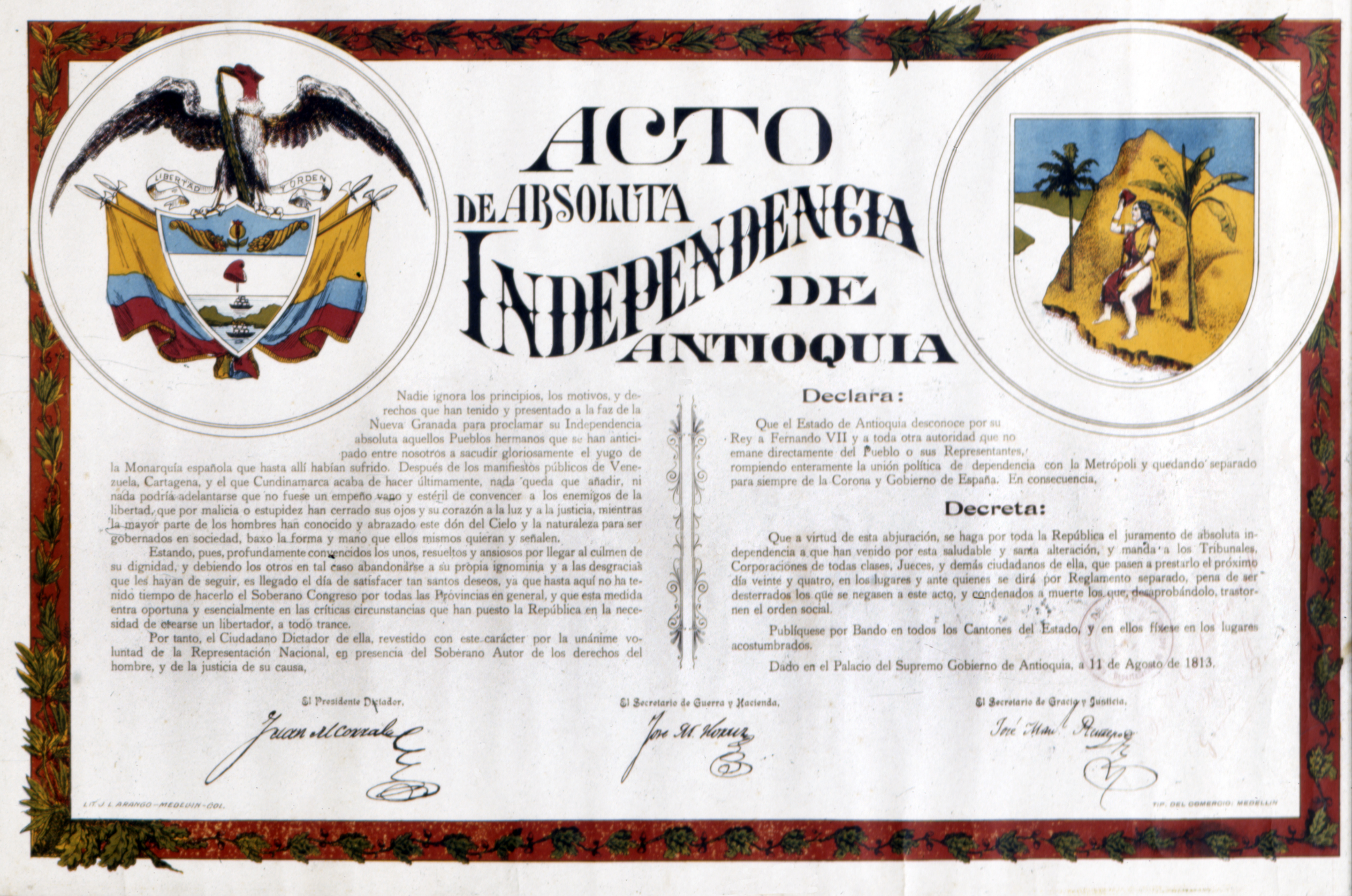
Acto de absoluta independencia de Antioquia (11 de agosto de 1813).

Entre 1807 y 1808 las tropas francesas al mando de Napoléon Bonaparte invadieron a España y este nombró rey a su propio hermano José Bonaparte. Es así como detonó la Guerra de la Independencia Española contra Francia entre 1800 y 1814, momento que aprovecharon sus colonias para reclamar su derecho a ejercer un autogobierno.
En 1810, Santafé de Bogotá y otras 15 localidades de la Nueva Granada establecieron Juntas Supremas. Entre estas juntas estaban la de Santa Fe de Antioquia (presidida por Francisco de Ayala), la de Cali (Joaquín de Caizedo y Cuero), la de Cartagena (José María García de Toledo), la de Mompós (José María Salazar y José María Gutiérrez de Caviedes), la de Neiva (José Domingo Falla), la de Pamplona (Domingo Tomás de Burgos), la de Popayán (Miguel Tacón, substituido por Joaquín de Caizedo y Cuero), la de Santa Marta (Víctor de Salcedo), la del Socorro (José Lorenzo Plata), la de Sogamoso (Domingo José Benítez), la de Tunja (Juan Agustín de la Rocha), la de Nóvita (Miguel Antonio Moreno), la de Mariquita (Francisco de Mesa y Armero), la de Girón (Eloy Valenzuela) y la de Citará (José María Valencia).
La Junta de Antioquia se instala el 30 de agosto de 1810 con los representantes de los cabildos de Santa Fe de Antioquia, Medellín, Marinilla y Rionegro. La junta aboga por un régimen federal leal a Fernando VII con el gobernador Francisco de Ayala como presidente (1 de septiembre de 1810).
La primera Asamblea Constituyente del Estado Libre de Antioquia se reúne y expide la primera constitución de Antioquia el 27 de junio de 1811, que daba el voto a los varones libres que fueran padres de familia, vivieran de sus rentas o sus trabajos, y no dependieran de otros. Ésta constitución convertía a la antigua provincia en una república soberana e independiente (desde 1813), pero dejaba la puerta abierta a un futuro reconocimiento de Fernando VII. Sin embargo ésta no sería la única constitución del Estado de Antioquia, puesto que se redactan nuevas constituciones el 21 de marzo de 1812, el 8 de marzo de 1814 y el 10 de julio de 1815.
El 27 de noviembre de 1811 Antioquia se une a las Provincias Unidas de Nueva Granada, que se constituye en la Primera República independiente de Colombia. El 11 de agosto de 1813 Antioquia declara su absoluta separación de España y afirma como su capital a la ciudad de Santa Fe de Antioquia. Este municipio mantendría la condición de capital de la provincia de Antioquia hasta el 17 de abril de 1826, cuando se trasladó a Medellín.
Juan del Corral es designado presidente-dictador del Estado el 30 de julio de 1813 y reelegido el 5 de noviembre de 1813, en esta última ocasión traslada su sede desde Antioquia a Rionegro, con la oposición de la primera ciudad y de Medellín, que también quería ser capital. Del Coral muere en Rionegro el 7 de abril de 1814 y le sucede interinamente José Miguel de la Calle.

### Reconquista e independencia

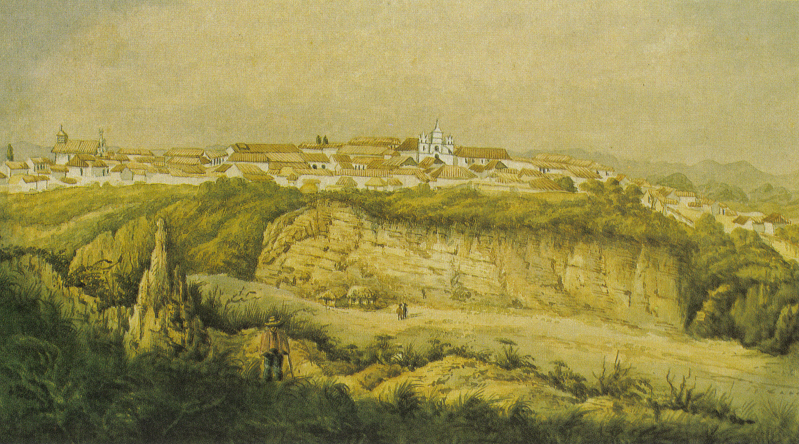
Santa Rosa de Osos tal como se veía en la segunda mitad del.
(Acuarela de la Comisión Corográfica).

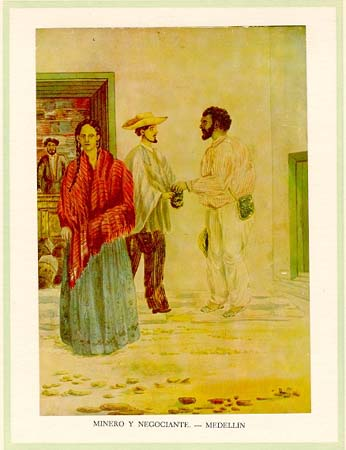
Personas comunes de Medellín a mediados del.
(Acuarela de la Comisión Corográfica).

Con la derrota de Napoléon en 1814 y el retorno al trono del rey Fernando VII, las autoridades españolas encabezadas por el mismo monarca decidieron enviar tropas a las Américas con el fin de reclamar de nuevo para España aquellos territorios que se habían proclamado independientes. Con estas acciones el Rey pasó por alto los esfuerzos de las provincias tanto de América como de la madre patria para mantener un gobierno estable en su ausencia y defendió así su derecho a gobernar con absolutismo.
El 18 de febrero de 1816 el español Sánchez Lima derrota a los antioqueños e ingresa a la ciudad de Antioquia. El 22 de marzo de 1816 los españoles vencen en Yolombó al ejército patriota y ocupan la ciudad de Medellín. el 5 de abril del mismo año el general Francisco Warleta asume el gobierno provincial en nombre de España.
Los españoles finalmente reconquistaron el resto de la provincia a finales de 1816, y lo hicieron sin encontrar mayor resistencia. Las ciudades se sometieron al rey, y la reconquista, en esta región, no vio las ejecuciones y las represalias sangrientas de otros lugares del país.
Derrotados los españoles en la Batalla de Boyacá, Simón Bolívar mandó al coronel José María Córdova a recuperar la provincia. Después de algunas escaramuzas sumadas a la importante batalla de Chorros Blancos, librada el 12 de enero de 1820, se marcó el fin del dominio español en Antioquia.

### La provincia bajo la república

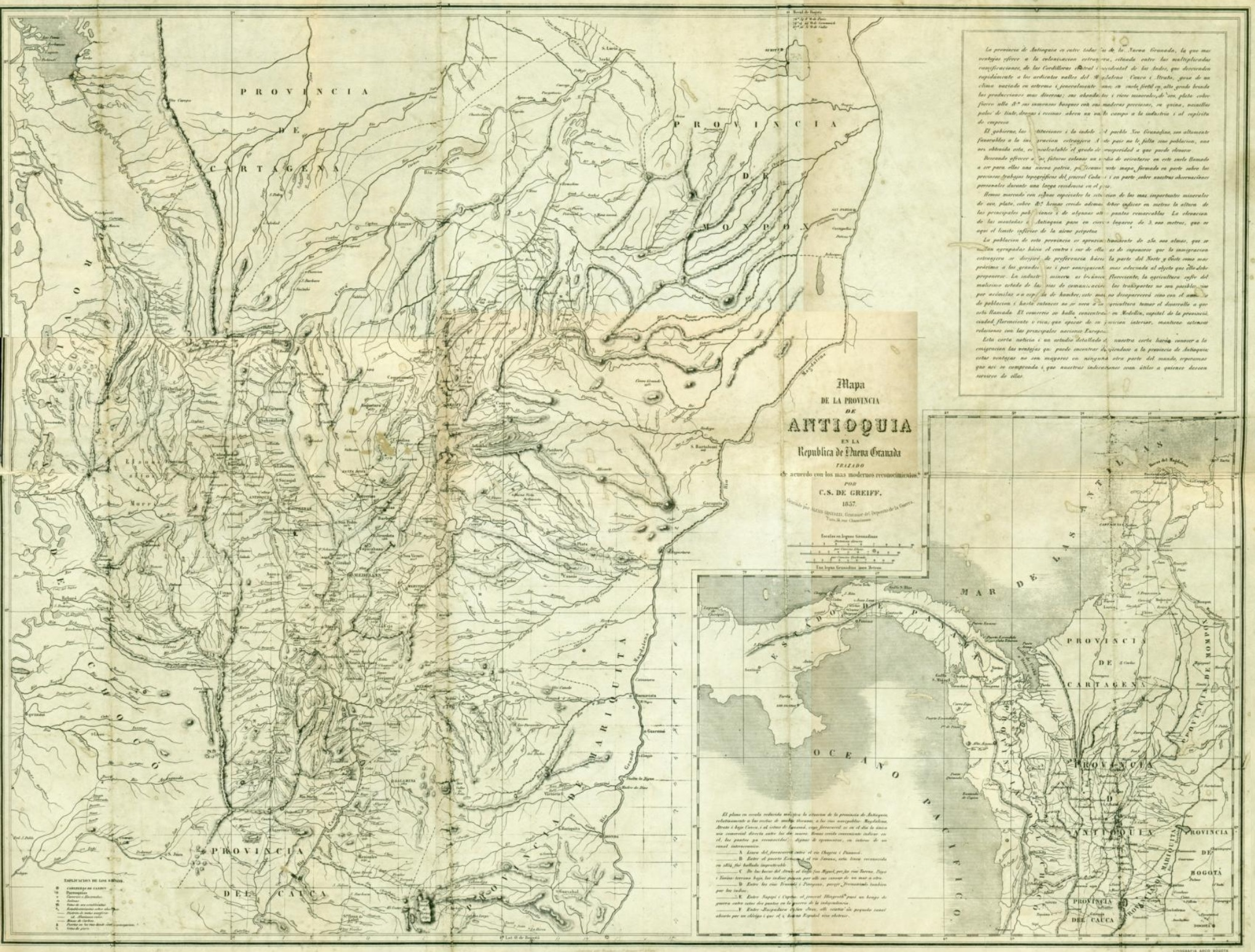
Provincia de Antioquia en 1857.

El 17 de diciembre de 1819 fue expedida en el Congreso de Angostura la Ley Fundamental que creó la República de Colombia, cuyo vicepresidente fue el medellinense Francisco Antonio Zea. Quedaron unidas la Nueva Granada y Venezuela, divididas en tres departamentos: Cundinamarca, Venezuela y Quito. Antioquia quedó como provincia del departamento de Cundinamarca.
El 12 de julio de 1821 el Congreso de Cúcuta, bajo la presidencia del envigadeño José Manuel Restrepo, expidió la Constitución de Cúcuta, basada en la de Angostura, que dividió la República en departamentos y a estos en provincias. Antioquia quedó como provincia del departamento de Cundinamarca y su capital continuó siendo Santa Fe de Antioquia, hasta 1826, cuando el Congreso Nacional aprobó trasladar la capital a Medellín.
Durante estos años el hecho más notable fue la rebelión del general José María Córdova, quien decidió, en septiembre de 1829, proclamar la vigencia de la Constitución de Cúcuta y levantarse contra la dictadura de Bolívar. Las tropas del gobierno derrotaron a Córdova en la Batalla del Santuario, el 17 de octubre, y el general rebelde fue últimado cuando se encontraba ya indefenso y herido.
Ante la disolución de Colombia en 1830, Antioquia adquirió el carácter de departamento. En la constitución de 1832 la Nueva Granada se subdividió en provincias (las mismas de 1810), siendo Antioquia una de ellas. Antioquia se vio luego envuelta en la guerra de los Supremos, la primera guerra civil de Colombia luego de su independencia absoluta de España.
Durante el gobierno liberal de José Hilario López (1848-1853) la región de Urabá, que había sido parte de la provincia desde finales del sigo XVIII, fue segregada de Antioquia y unida a la provincia del Chocó. La respuesta del gobierno liberal a la resistencia conservadora a las reformas liberales fue dividir a Antioquia en tres provincias: Antioquia, Córdova y Medellín, con capital en Santa Fe de Antioquia, Rionegro y Medellín respectivamente, para frenar las mayorías electorales que ya tenía el conservatismo.
Al volver los conservadores al poder en 1855, el Congreso aprobó la reunificación de Antioquia. La nueva provincia expidió una nueva constitución ese mismo año, y el año siguiente los representantes antioqueños en el Congreso lograron la aprobación de una Acta Adicional a la Constitución para crear el Estado Soberano de Antioquia el 11 de junio de 1856. La tendencia al federalismo fue confirmada por la Constitución de 1858, que cambio el nombre del país a Confederación Granadina y adoptó el régimen federal.

## Geografía

### Límites

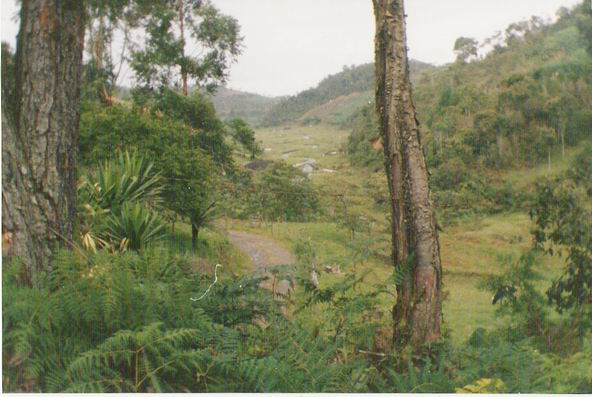
Bosque de montaña.

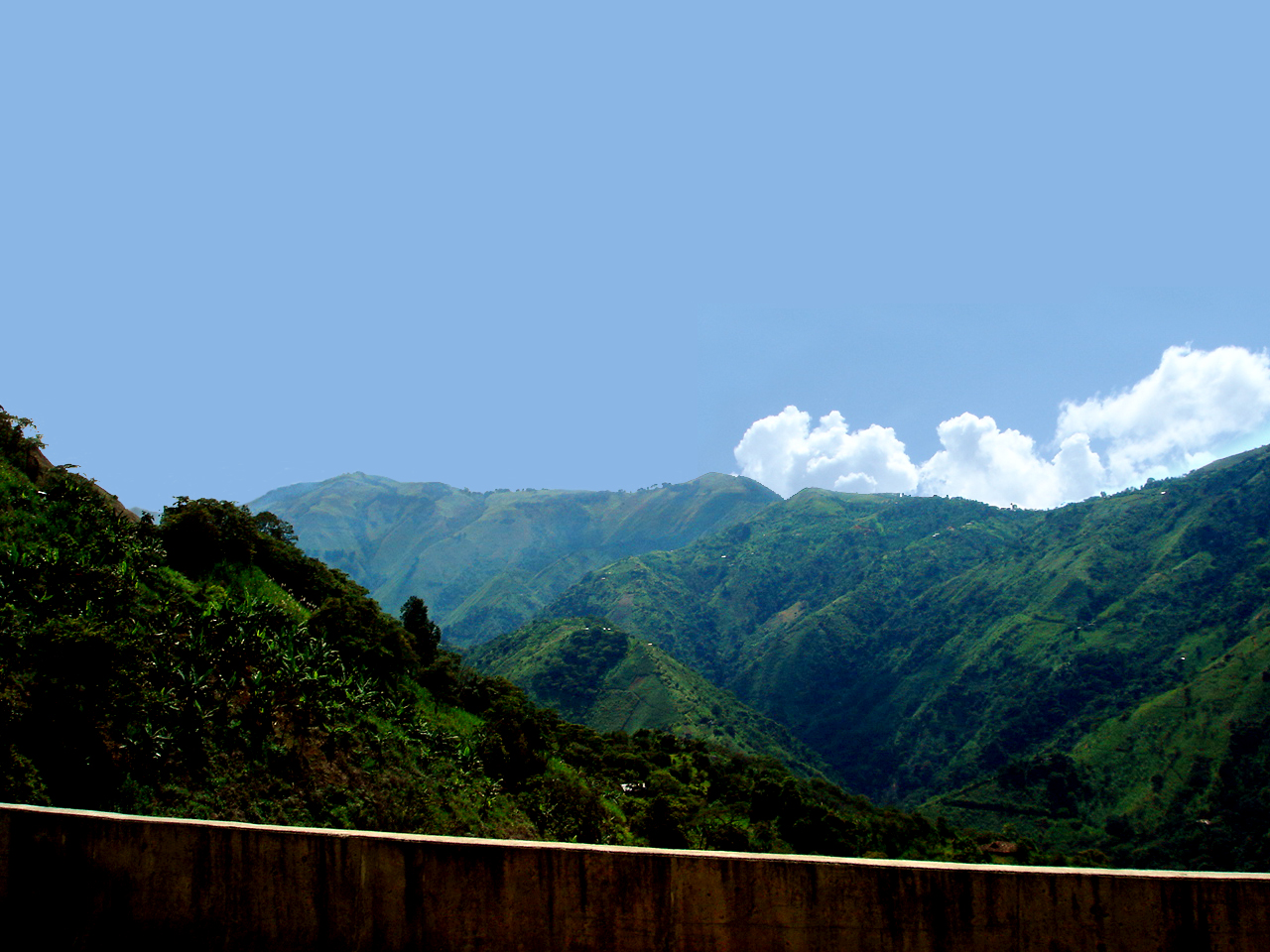
Paisaje de la Cordillera Occidental.

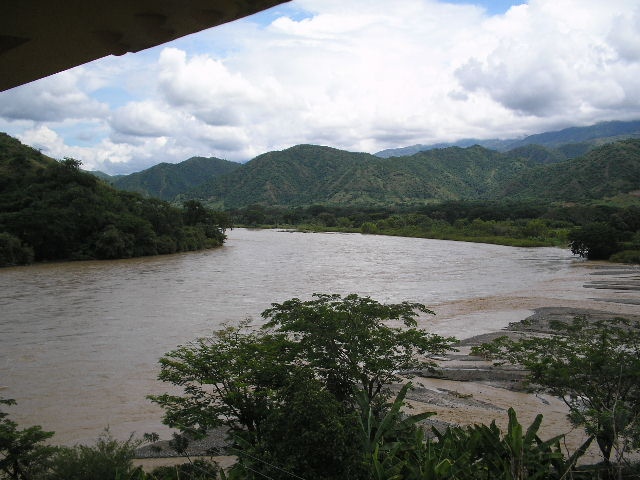
Río Cauca en su paso por Santa Fe.

Los límites de la provincia no fueron estables a lo largo de los 300 años de dominio español en la región. Si bien al final de su vida (antes de convertirse en Estado Soberano) los límites se semejaban a los del actual departamento, las constantes agregaciones y segregaciones cambiaban mucho la faz del territorio.
Al momento de su creación, Antioquia solo comprendía los terrenos que iban entre los ríos Cauca y Porce, por lo cual se le llamó "Provincia Entre los Dos Ríos". Las posteriores agregaciones de las jurisdicciones correspondientes a las villas de Cáceres, Remedios, Marinilla y Armá, así como las segregaciones de Urabá y Ayapel, le dieron a la provincia una configuración similar a la que posee hoy.
Al momento de la independencia de Antioquia (1811), esta provincia confinaba con las siguientes (siguiendo el sentido de las agujas del reloj): Cartagena, Socorro, Tunja, Mariquita, Popayán y Chocó. Los límites entre provincias no estaban del todo claros, pero Agustín Codazzi durante las expediciones que se llevaron a cabo durante la Comisión Corográfica (1850-1859) realizó una minuciosa descripción de los linderos, así como de la geografía, de la mayoría de las provincias que conformaban la República de la Nueva Granada.
A grandes rasgos, los límites que correspondían a la provincia de Antioquia en 1810 incluía todo el litoral oriental del río Atrato desde su desembocadura en el Golfo de Urabá hasta la desembocadura del río Arquía-Ocaidó, seguía por este hasta su nacimiento en el Alto Piedragorda. De allí corría por las cumbres de los Farallones del Citará, ubicados en la Cordillera Occidental, hasta el cerro Paramillo, siguiendo luego el curso del riachuelo Arquía.
En el sur el lindero corría a través del curso natural del río Cauca hasta la desembocadura del Chinchiná, seguía este río hasta su nacimiento, luego por las altas cumbres de la Cordillera Central hasta encontrar el nacimiento del río La Miel y de allí hasta su desembocadura en el Magdalena.
En el este su lindero natural era el río Magdalena, desde la desembocadura del río la Miel hasta la desembocadura del río Cimitarra. 
Por el norte seguía el curso del río San Juan de Urabá hasta su nacimiento en la Serranía de Abibe; seguía por ésta hasta el Alto Tres Morros en el Nudo de Paramillo, y luego el límite corría por la Serranía de Ayapel y por el río San Jorge hasta una ubicación cercana a la actual población de Nechí. De allí iba por las laderas y cimas de las cumbres de la Serranía de San Lucas hasta encontrar el curso del río Cimitarra.
Sin embargo estos límites fueron modificados en 1851, quitándole a Antioquia su rivera sobre el río Atrato y segregándole a la provincia la región de Urabá en favor de la del Chocó y dividiendo la provincia en tres.

### Aspecto físico

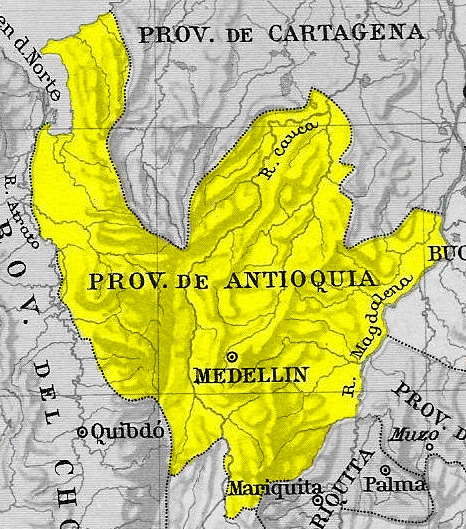
Provincia de Antioquia.

Antioquia era una de las provincias neogranadinas más montañosas, y esto era debido a que el territorio estaba atravesado por dos de las principales cordilleras colombianas: Central y Occidental. Las únicas zonas planas eran el valle del Atrato y el Bajo Cauca. Esto muchas veces impedía relaciones comerciales con otras regiones del país o del mundo. Entre ambas cordilleras se ubica el cañón del Cauca que era el eje central de la provincia y que servía de puente con Cartagena y Popayán.
Al igual que el moderno departamento, la provincia estaba recorrida por un sinnúmero de ríos, quebradas y caños, de entre los cuales se destacaban el río Cauca, el Magdalena, el Atrato y el Porce, que en aquellos días servían no solo para la práctica de la pesca como actividad económica sino para la comunicación y el comercio con otras provincias.

### División territorial
La provincia de Antioquia tuvo diversos tipos de división de su territorio. En un principio se encontraba dividida en partidos, que luego pasaron a llamarse jurisdicciones. Estas fueron durante gran parte del dominio español en el territorio Cáceres, Zaragoza, Remedios, Antioquia, Rionegro y Marinilla. Con la llegada de la independencia, estas subdivisiones pasaron a llamarse cantones, que cambiaron las antiguas jurisdicciones de extensión, y por tanto algunas de éstas fueron suprimidas. En 1825 la provincia se encontraba distribuida en los cantones de Antioquia, Cáceres, Medellín, Rionegro, Santa Rosa, Santo Domingo y Zaragoza. Para 1835 tenía los cantones de Medellín, Antioquia, Marinilla, Nordeste, Rionegro y Santa Rosa de Osos. En 1843 estaba fraccionada en los cantones de Medellín, Antioquia, Marinilla, Nordeste, Rionegro, Salamina y Santa Rosa de Osos.
Entre 1843 y 1851 la provincia estaba conformada por los siguientes cantones, distritos parroquiales y aldeas:
- Cantón de Medellín: Medellín, Amagá, Aná, Barbosa, Belén, Copacabana, Envigado, Fredonia, Heliconia, La Estrella, Hatoviejo, Itagüí, Girardota, Nueva Caramanta, San Cristóbal y Titiribí.
- Cantón de Antioquia: Santa Fe de Antioquia, Anzá, Buriticá, Cañasgordas, Córdova, Ebéjico, Liborina, Quebradaseca, Sabanalarga, Sacaojal, San Andrés, San Jerónimo, Sopetrán y Urrao.
- Cantón de Marinilla: Marinilla, Canoas, Carmen, Cocorná, Guatapé, Peñol, San Carlos, Santuario y Vahos.
- Cantón de Nordeste: Remedios, Amalfi, Nechí, San Bartolomé, Yolombó y Zaragoza.
- Cantón de Rionegro: Rionegro, La Ceja del Tambo, Concepción, Guarne, Retiro, Sabaletas, Santa Bárbara, Santo Domingo y San Vicente.
- Cantón de Salamina: Sonsón, Abejorral, Aguadas, Manizales, Neira, Pácora y Salamina.
- Cantón de Santa Rosa: Santa Rosa de Osos, Angostura, Anorí, Belmira, Cáceres, Campamento, Carolina, Donmatías, Entrerríos, San Pedro y Yarumal.

|      |
| 1580 |

|      |
| 1650 |

|      |
| 1760 |

|      |
| 1800 |

|      |
| 1814 |

|      |
| 1826 |

|      |
| 1835 |

|      |
| 1843 |

|      |
| 1851 |

## Demografía
De acuerdo a los datos suministrados por el secretario del virreinato Francisco Silvestre, en su libro Descripción del Reino de Santafé de Bogotá en 1789, la población de la provincia ascendía a los 48.604 habitantes. En 1835, la provincia contaba ya con 218.017 habitantes.
Según el censo de 1851, la provincia contaba con 75.053 habitantes, de los cuales 37.311 eran hombres y 37.742 eran mujeres. La provincia de Medellín, que ya había sido segregada de la de Antioquia, contaba con 77.494 habitantes, de los cuales 37.934 eran hombres y 39.560 eran mujeres. La provincia de Córdova, que igualmente había sido escindida de la de Antioquia, contaba con 90.841 habitantes, de los cuales 45.393 eran hombres y 45.448 eran mujeres.
| Evolución demográfica de la provincia de Antioquia |
|                                                    |

## Economía

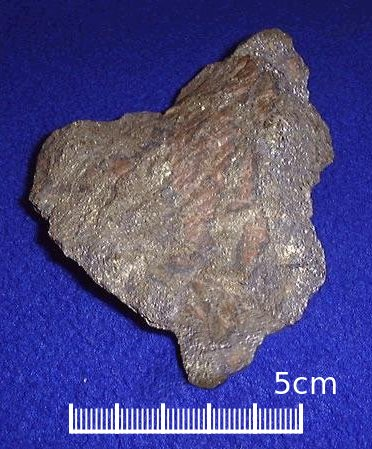
Mineral de oro, base de la economía antioqueña en los primeros siglos de la colonia.

La provincia se caracterizó por su abundancia de minerales preciosos, en especial el oro. Estos recursos naturales fue la causa más importante del primer poblamiento del territorio antioqueño. Dicha actividad, que aún hoy se realiza, le generó a la población libre (es decir, criollos y españoles) enormes ganancias que hicieron de Antioquia una de las provincias más prósperas del Virreinato y la posterior República Neogranadina.
La agricultura y la ganadería también fueron puntos fuertes en la economía provincial. Muchos de los productos sembrados en Antioquia eran vendidos tanto en el interior como en el exterior del país, en especial en España que era el principal mercado para los productos de sus colonias americanas. Sin embargo las zonas propicias para estas actividades aunque productivas eran escasas, por lo que el antioqueño se vio abogado a una cultura más comercial.